# リチャード・ダナット
サー・フランシス・リチャード・ダナット（Sir Francis Richard Dannatt、1950年12月23日 - ）はイギリスの軍人。バス最上級勲爵士、大英帝国勲章、英軍十字勲章の称号を持つ。2006年から2009年8月まで、イギリス陸軍の最高職である陸軍参謀総長を務めた。

## 経歴
- 1971年、グリーンハワード連隊に配属される。
- 1989年、第1大隊長となる。
- 1994年、第4機甲旅団長となる。
- 1999年1月、第3師団長となる。また、コソボ紛争時の現地英軍司令官。
- 2000年、SFOR副司令官になる。
- 2001年、陸軍参謀次長になる。後にNATO連合緊急対応軍団長に就任。
- 2005年3月、陸軍地上作戦部隊総司令官となる。
- 2006年8月、陸軍参謀総長となる。
- 2009年8月、陸軍参謀総長を退任。参謀総長退任後は、名誉職であるロンドン塔武官長を務める。